# Pseudis paradoxa
La rana patito (Pseudis paradoxa) es un anfibio anuro que habita en el este de Sudamérica. En la mayoría de las especies de ranas, el renacuajo es de menor tamaño que el adulto, pero en este caso ocurre al revés. Los renacuajos de esta rana alcanzan un gran tamaño, pueden llegar hasta los 25 cm de longitud, mientras que la rana adulta a lo sumo mide 7 cm, de allí el nombre "paradoxa". Vive en lagunas, lagos, pantanos y se alimenta de invertebrados acuáticos.